# Stuart Highway
Stuart Highway – nazwa drogi transkontynentalnej łączącej Darwin, Alice Springs i Port Augusta niedaleko Adelaide, przebiegającej z północy na południe Australii.
Nazwa drogi pochodzi od nazwiska, australijskiego podróżnika Johna Stuarta.

## Numeracja Stuart Highway
- droga krajowa 1: od Darwin do Daly Waters
- droga krajowa 87: od Daly Waters do granicy stanów Terytorium Północne i Australia Południowa
- droga krajowa A87: od granicy stanów Terytorium Północne i Australia Południowa do Port Augusta